# Cribrolagena
Cribrolagena es un género de foraminífero bentónico de la familia Lagenidae, de la superfamilia Nodosarioidea, del suborden Lagenina y del orden Lagenida. Su especie-tipo es Lagena ampulladistoma vr. cribostomoides. Su rango cronoestratigráfico abarca el Holoceno.

## Clasificación
Cribrolagena incluye a la siguiente especie:
- Cribrolagena cribostomoides